# 18 septembre 1946
Le mercredi 18 septembre 1946 est le 261e jour de l'année 1946.

## Naissances
- Akira Kamiya, seiyū japonais
- Alain Roullier (mort le 26 janvier 2014), écrivain, historien et homme politique français
- Alain Schnapp, archéologue
- Alexis (mort le 7 septembre 1977), scénariste et dessinateur de bandes dessinées français
- Anne Salem-Marin (morte le 9 mars 2007), poétesse et romancière pour enfants suisse
- Dominique Riquet, homme politique français
- Dušan Čaplovič, homme politique slovaque
- Fritz André, joueur de football haïtien
- Gailard Sartain, acteur américain
- Hugo Lóndero, footballeur argentin
- Jacques Gautier, personnalité politique française
- Jeff Pentland, joueur de baseball américain
- Joel Camargo (mort le 23 mai 2014), footballeur brésilien
- Mark Steedman, informaticien britannique
- Nicholas Clay (mort le 25 mai 2000), acteur britannique
- Omar Blondin Diop (mort le 11 mai 1973), intellectuel, militant politique sénégalais
- Pierre Ceyrac (mort le 21 avril 2018), homme politique français
- Steve Biko (mort le 12 septembre 1977), militant noir d'Afrique du Sud
- Tedo Djaparidze, homme politique géorgien
- Vince Tempera, musicien, compositeur, arrangeur, producteur et chef d'orchestre italien

## Décès
- Shaul Weingort (né en 1915), rabbin suisse
- Stewart Edward White (né le 12 mars 1873), écrivain américain

## Événements
- Mgr Alojzije Stepinac, primat catholique de Yougoslavie, est condamné à la prison à vie. Libéré en 1951, il est assigné à résidence jusqu’à sa mort, en 1960.